# Gina Lollobrigida (single)
Gina Lollobrigida is een lied dat werd geschreven door Jack de Nijs. In Nederland bracht Tony Bass in 1969 zijn versie uit op een single. Daarnaast verscheen er een cover in het Duits van Ray Miller. De singles stonden respectievelijk in de hitlijsten van Nederland, België en Duitsland.

## Achtergrond

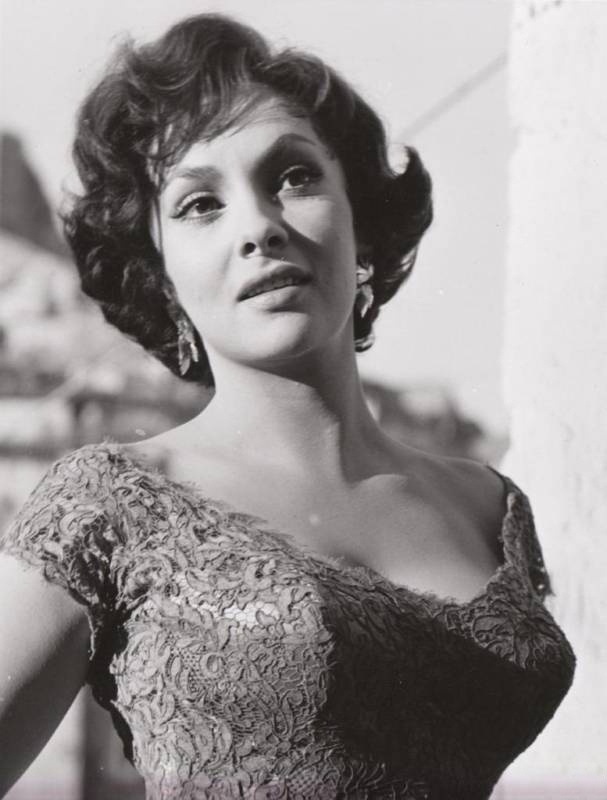
Gina Lollobrigida

Het lied is een ode aan de Italiaanse actrice Gina Lollobrigida. Voor Jack de Nijs was dit een van de liedjes die hij zijn debuutjaar als componist en producer maakte.
Tony Bass had toen al meerdere jaren aan de weg getimmerd. Zijn single stond maandenlang in de Nederlandse en Belgische hitlijsten.
Daarnaast vertaalde Ray Miller het in het Duits en stond er bij de oosterburen 6 weken mee in de hitlijst met nummer 27 als hoogste notering.
In beide landen was de single goed voor een platina plaat.

## Hitnotering

### NederlandseTop 40
| Hitnotering: 7-6-1969 t/m 25-10-1969 | Hitnotering: 7-6-1969 t/m 25-10-1969 | Hitnotering: 7-6-1969 t/m 25-10-1969 | Hitnotering: 7-6-1969 t/m 25-10-1969 | Hitnotering: 7-6-1969 t/m 25-10-1969 | Hitnotering: 7-6-1969 t/m 25-10-1969 | Hitnotering: 7-6-1969 t/m 25-10-1969 | Hitnotering: 7-6-1969 t/m 25-10-1969 | Hitnotering: 7-6-1969 t/m 25-10-1969 | Hitnotering: 7-6-1969 t/m 25-10-1969 | Hitnotering: 7-6-1969 t/m 25-10-1969 | Hitnotering: 7-6-1969 t/m 25-10-1969 | Hitnotering: 7-6-1969 t/m 25-10-1969 | Hitnotering: 7-6-1969 t/m 25-10-1969 | Hitnotering: 7-6-1969 t/m 25-10-1969 | Hitnotering: 7-6-1969 t/m 25-10-1969 | Hitnotering: 7-6-1969 t/m 25-10-1969 | Hitnotering: 7-6-1969 t/m 25-10-1969 | Hitnotering: 7-6-1969 t/m 25-10-1969 | Hitnotering: 7-6-1969 t/m 25-10-1969 | Hitnotering: 7-6-1969 t/m 25-10-1969 | Hitnotering: 7-6-1969 t/m 25-10-1969 | Hitnotering: 7-6-1969 t/m 25-10-1969 |
| Week:                                | 1                                    | 2                                    | 3                                    | 4                                    | 5                                    | 6                                    | 7                                    | 8                                    | 9                                    | 10                                   | 11                                   | 12                                   | 13                                   | 14                                   | 15                                   | 16                                   | 17                                   | 18                                   | 19                                   | 20                                   | 21                                   |                                      |
| ------------------------------------ | ------------------------------------ | ------------------------------------ | ------------------------------------ | ------------------------------------ | ------------------------------------ | ------------------------------------ | ------------------------------------ | ------------------------------------ | ------------------------------------ | ------------------------------------ | ------------------------------------ | ------------------------------------ | ------------------------------------ | ------------------------------------ | ------------------------------------ | ------------------------------------ | ------------------------------------ | ------------------------------------ | ------------------------------------ | ------------------------------------ | ------------------------------------ | ------------------------------------ |
| Positie:                             | 23                                   | 18                                   | 23                                   | 19                                   | 17                                   | 13                                   | 13                                   | 15                                   | 16                                   | 14                                   | 14                                   | 13                                   | 17                                   | 18                                   | 17                                   | 15                                   | 15                                   | 19                                   | 21                                   | 29                                   | 34                                   | uit                                  |

### Hilversum 3 Top 30
| Hitnotering: 6-6-1969 t/m 13-9-1969 | Hitnotering: 6-6-1969 t/m 13-9-1969 | Hitnotering: 6-6-1969 t/m 13-9-1969 | Hitnotering: 6-6-1969 t/m 13-9-1969 | Hitnotering: 6-6-1969 t/m 13-9-1969 | Hitnotering: 6-6-1969 t/m 13-9-1969 | Hitnotering: 6-6-1969 t/m 13-9-1969 | Hitnotering: 6-6-1969 t/m 13-9-1969 | Hitnotering: 6-6-1969 t/m 13-9-1969 | Hitnotering: 6-6-1969 t/m 13-9-1969 | Hitnotering: 6-6-1969 t/m 13-9-1969 | Hitnotering: 6-6-1969 t/m 13-9-1969 | Hitnotering: 6-6-1969 t/m 13-9-1969 | Hitnotering: 6-6-1969 t/m 13-9-1969 | Hitnotering: 6-6-1969 t/m 13-9-1969 | Hitnotering: 6-6-1969 t/m 13-9-1969 | Hitnotering: 6-6-1969 t/m 13-9-1969 |
| Week:                               | 1                                   | 2                                   | 3                                   | 4                                   | 5                                   | 6                                   | 7                                   | 8                                   | 9                                   | 10                                  | 11                                  | 12                                  | 13                                  | 14                                  | 15                                  |                                     |
| ----------------------------------- | ----------------------------------- | ----------------------------------- | ----------------------------------- | ----------------------------------- | ----------------------------------- | ----------------------------------- | ----------------------------------- | ----------------------------------- | ----------------------------------- | ----------------------------------- | ----------------------------------- | ----------------------------------- | ----------------------------------- | ----------------------------------- | ----------------------------------- | ----------------------------------- |
| Positie:                            | 30                                  | 23                                  | 24                                  | 16                                  | 20                                  | 15                                  | 22                                  | 18                                  | 20                                  | 20                                  | 20                                  | 25                                  | 29                                  | 29                                  | 29                                  | uit                                 |

### BelgischeUltratop 20
| Hitnotering: 5-7-1969 t/m 25-10-1969 | Hitnotering: 5-7-1969 t/m 25-10-1969 | Hitnotering: 5-7-1969 t/m 25-10-1969 | Hitnotering: 5-7-1969 t/m 25-10-1969 | Hitnotering: 5-7-1969 t/m 25-10-1969 | Hitnotering: 5-7-1969 t/m 25-10-1969 | Hitnotering: 5-7-1969 t/m 25-10-1969 | Hitnotering: 5-7-1969 t/m 25-10-1969 | Hitnotering: 5-7-1969 t/m 25-10-1969 | Hitnotering: 5-7-1969 t/m 25-10-1969 | Hitnotering: 5-7-1969 t/m 25-10-1969 | Hitnotering: 5-7-1969 t/m 25-10-1969 | Hitnotering: 5-7-1969 t/m 25-10-1969 | Hitnotering: 5-7-1969 t/m 25-10-1969 | Hitnotering: 5-7-1969 t/m 25-10-1969 |
| Week:                                | 1                                    |                                      | 2                                    | 3                                    | 4                                    | 5                                    | 6                                    | 7                                    | 8                                    | 9                                    | 10                                   | 11                                   | 12                                   |                                      |
| ------------------------------------ | ------------------------------------ | ------------------------------------ | ------------------------------------ | ------------------------------------ | ------------------------------------ | ------------------------------------ | ------------------------------------ | ------------------------------------ | ------------------------------------ | ------------------------------------ | ------------------------------------ | ------------------------------------ | ------------------------------------ | ------------------------------------ |
| Positie:                             | 19                                   | uit                                  | 16                                   | 16                                   | 16                                   | 16                                   | 16                                   | 14                                   | 14                                   | 14                                   | 16                                   | 18                                   | 18                                   | uit                                  |